# Monte Alegre dos Campos
Monte Alegre dos Campos är en kommun i Brasilien.   Den ligger i delstaten Rio Grande do Sul, i den södra delen av landet, 1 500 km söder om huvudstaden Brasília. Antalet invånare är 3 098.
I omgivningarna runt Monte Alegre dos Campos växer i huvudsak städsegrön lövskog. Runt Monte Alegre dos Campos är det mycket glesbefolkat, med 5 invånare per kvadratkilometer.